# بيش محلة (دابوي الجنوبي)
بیش محلة (بالفارسية: بیش‌محله) هي قرية تقع في إيران في قسم دابوي الجنوبی الريفي. يقدر عدد سكانها بـ 253 نسمة .